# Chevrolet Corsica
Chevrolet Corsica (названа на честь Корсики, Франція) - компактний передньоприводний автомобіль, який випускався компанією Chevrolet з 1987 по 1996 рік. Корсика була побудована на платформі L-body. Вона розділила платформу L-body з 2-дверною Chevrolet Beretta, і відродженим Pontiac Tempest, який був по суті тим же автомобілем, але продавався лише в Канаді. Корсика вийшла в двох стилях і чотирьох оздобленнях. Спочатку продавались лише як 4-дверний седан, а пізніше також був доступний як 5-дверний хетчбек з 1989 по 1991 рік. Корсики були побудовані поряд з Береттою як на заводі Wilmington Assembly в штаті Делавер, так і Linden Assembly в Нью-Джерсі.

## Двигуни
- 2.0 L LL8 I4
- 2.2 L LM3 I4
- 2.2 L LN2 I4
- 2.8 L LB6 V6
- 3.1 L LH0 V6
- 3.1 L L82 V6